# Sasha Zhoya
Sasha Zhoya, född 25 juni 2002 i Australien, är en fransk friidrottare.

## Karriär
Zhoya tog guld vid U20 världsmästerskapen på 110 meter häck 2021. 2023 blev han U23 Europamästare på samma distans.